# Paku czarnopłetwy
Paku czarnopłetwy, paku czarny, paku (Colossoma macropomum) – gatunek słodkowodnej ryby z rodziny piraniowatych (Serrasalmidae), której jest największym przedstawicielem. Jest też jedynym w rodzaju Colossoma i jedną z kilku ryb określanych mianem pacú.

## Występowanie
Paku czarnopłetwy żyje w wodach basenu Amazonki i Orinoko. Został szeroko rozprzestrzeniony w akwakulturze Ameryki Południowej.

## Charakterystyka
Dorasta do 108 cm długości, maksymalna notowana masa ciała wynosi 40 kg. Pływa zwykle pojedynczo. Żywi się zooplanktonem, owadami, ślimakami i rozkładającymi się roślinami.

## Znaczenie gospodarcze
Ceniony w akwakulturze jako ryba, która może przebywać w wodzie ubogiej w składniki mineralne oraz odporna na choroby. Sprzedawany w postaci świeżej i mrożonej.